# Lista de jogadores da MLB com 100 rebatidas triplas

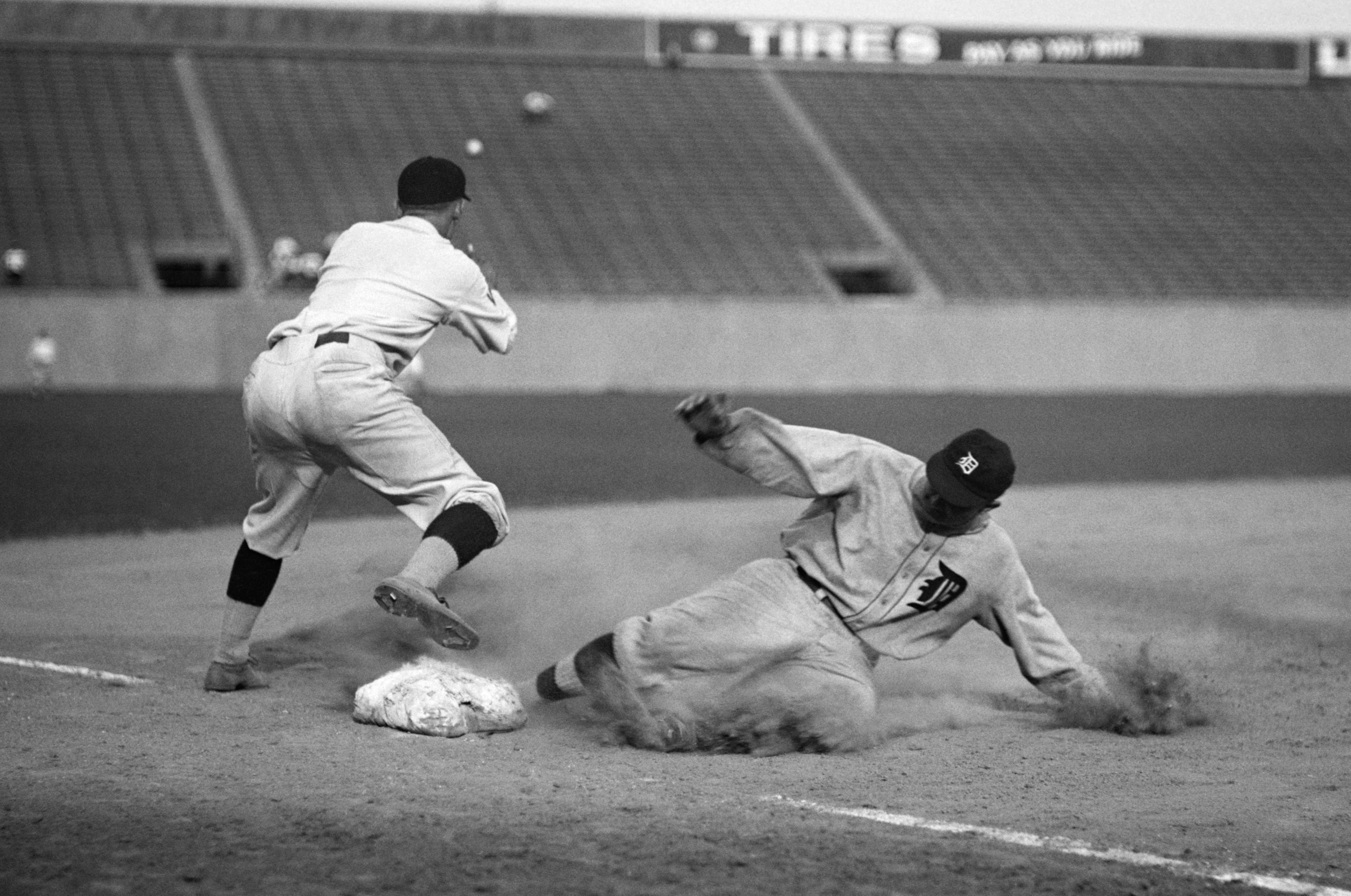
Ty Cobb, o segundo em todos os tempos na carreira em triplas, desliza a salvo na terceira base.

Esta é a lista de jogadores da MLB com 100 ou mais rebatidas triplas. No beisebol uma rebatida tripla é uma rebatida onde o rebatedor avança até a terceira base em um jogada sem benefício de erros de campo ou outro corredor ser eliminado por escolha do defensor. Cercas mais distantes nos antigos estádios, como o Forbes Field de Pittsburgh, o Tiger Stadium de Detroit produziam menor quantidade de home runs e bem mais triplas em bolas bem rebatidas. Como resultado, a maioria dos jogadores nesta lista estão aposentados a décadas. Dos 162 jogadores da Major League Baseball que rebateram 100 ou mais triplas, 69 são membros do Baseball's Hall of Fame.
Membro do Hall of Fame, Sam Crawford, do Detroit Tigers detém o recorde da Major League Baseball em triplas, com 309. Em segundo, seu companheiro de Tigers,  Ty Cobb, com  297, recorde da  Liga Americana. Honus Wagner é o terceiro com 252, o recorde da National League. Jake Beckley (243), Roger Connor (233), Tris Speaker (222), Fred Clarke (220) e Dan Brouthers (205) são os únicos outros jogadores a rebaterem ao menos 200 triplas. Apenas rebatidas triplas conseguidas durante a temporada regular estão inclusas nos totais (George Brett, Rafael Furcal e Derek Jeter estão empatados em triplas rebatidas na pós-temporada com cinco).
Jim O'Rourke foi o primeiro jogador a atingir a marca de 100 triplas, alcançando o feito quando jogava pelo  New York Giants em 1886. Com a aposentadoria de Kenny Lofton em 2007, a temporada foi a primeira desde 1885 na qual nenhum jogador ativo tinha 100 ou mais triplas. Carl Crawford rebateu sua 100ª tripla em 2010, se tornando o único jogador ativo na lista na época. José Reyes se tornou o mais recente jogador a atingir 100 rebatidas triplas, em 8 de abril de 2012.

## Líderes
- Estatísticas atualizadas até o final da temporada de 2016.

| Rank | Jogador            | Triplas | Primeira temporada na MLB | Última temporada na MLB | Ref     |
| ---- | ------------------ | ------- | ------------------------- | ----------------------- | ------- |
| 1    | Sam Crawford°      | 309     | 1899                      | 1917                    | [ 11 ]  |
| 2    | Ty Cobb°           | 297     | 1905                      | 1928                    | [ 12 ]  |
| 3    | Honus Wagner°      | 252     | 1897                      | 1917                    | [ 13 ]  |
| 4    | Jake Beckley°      | 243     | 1888                      | 1907                    | [ 14 ]  |
| 5    | Roger Connor°      | 233     | 1880                      | 1897                    | [ 15 ]  |
| 6    | Tris Speaker°      | 222     | 1907                      | 1928                    | [ 16 ]  |
| 7    | Fred Clarke°       | 220     | 1894                      | 1915                    | [ 17 ]  |
| 8    | Dan Brouthers°     | 205     | 1879                      | 1904                    | [ 18 ]  |
| 9    | Joe Kelley°        | 194     | 1891                      | 1908                    | [ 19 ]  |
| 10   | Paul Waner°        | 191     | 1926                      | 1945                    | [ 20 ]  |
| 11   | Bid McPhee°        | 188     | 1882                      | 1899                    | [ 21 ]  |
| 12   | Eddie Collins°     | 187     | 1906                      | 1930                    | [ 22 ]  |
| 13   | Ed Delahanty°      | 185     | 1888                      | 1903                    | [ 23 ]  |
| 14   | Sam Rice°          | 184     | 1890                      | 1915                    | [ 24 ]  |
| 15   | Jesse Burkett°     | 182     | 1890                      | 1905                    | [ 25 ]  |
|      | Ed Konetchy        | 182     | 1907                      | 1921                    | [ 26 ]  |
|      | Edd Roush°         | 182     | 1913                      | 1931                    | [ 27 ]  |
| 18   | Buck Ewing°        | 178     | 1880                      | 1897                    | [ 28 ]  |
| 19   | Rabbit Maranville° | 177     | 1912                      | 1935                    | [ 29 ]  |
|      | Stan Musial°       | 177     | 1941                      | 1963                    | [ 30 ]  |
| 21   | Harry Stovey       | 174     | 1880                      | 1893                    | [ 31 ]  |
| 22   | Goose Goslin°      | 173     | 1921                      | 1938                    | [ 32 ]  |
| 23   | Tommy Leach        | 172     | 1898                      | 1918                    | [ 33 ]  |
|      | Zack Wheat°        | 172     | 1909                      | 1927                    | [ 34 ]  |
| 25   | Rogers Hornsby°    | 169     | 1915                      | 1937                    | [ 35 ]  |
| 26   | Joe Jackson        | 168     | 1908                      | 1920                    | [ 36 ]  |
| 27   | Roberto Clemente°  | 166     | 1955                      | 1972                    | [ 37 ]  |
|      | Sherry Magee       | 166     | 1904                      | 1919                    | [ 38 ]  |
| 29   | Jake Daubert       | 165     | 1910                      | 1924                    | [ 39 ]  |
| 30   | Elmer Flick°       | 164     | 1898                      | 1910                    | [ 40 ]  |
|      | George Sisler°     | 164     | 1915                      | 1930                    | [ 41 ]  |
|      | Pie Traynor°       | 164     | 1920                      | 1937                    | [ 42 ]  |
| 33   | Bill Dahlen        | 163     | 1891                      | 1911                    | [ 43 ]  |
|      | George Davis°      | 163     | 1890                      | 1909                    | [ 44 ]  |
|      | Lou Gehrig°        | 163     | 1923                      | 1939                    | [ 45 ]  |
|      | Nap Lajoie°        | 163     | 1896                      | 1916                    | [ 46 ]  |
| 37   | Mike Tiernan       | 162     | 1887                      | 1899                    | [ 47 ]  |
| 38   | George Van Haltren | 161     | 1897                      | 1903                    | [ 48 ]  |
|      | Harry Hooper°      | 160     | 1909                      | 1925                    | [ 49 ]  |
|      | Heinie Manush°     | 160     | 1923                      | 1939                    | [ 50 ]  |
|      | Sam Thompson°      | 160     | 1885                      | 1906                    | [ 51 ]  |
| 42   | Max Carey°         | 159     | 1910                      | 1929                    | [ 52 ]  |
|      | Joe Judge          | 159     | 1915                      | 1934                    | [ 53 ]  |
| 44   | Ed McKean          | 158     | 1887                      | 1899                    | [ 54 ]  |
| 45   | Kiki Cuyler°       | 157     | 1921                      | 1938                    | [ 55 ]  |
|      | Jimmy Ryan         | 157     | 1885                      | 1903                    | [ 56 ]  |
| 47   | Tommy Corcoran     | 155     | 1890                      | 1907                    | [ 57 ]  |
| 48   | Earle Combs°       | 154     | 1924                      | 1935                    | [ 58 ]  |
| 49   | Jim Bottomley°     | 151     | 1922                      | 1937                    | [ 59 ]  |
|      | Harry Heilmann°    | 151     | 1914                      | 1932                    | [ 60 ]  |
|      | Jim O'Rourke°      | 151     | 1872                      | 1904                    | [ 61 ]  |
| 52   | Kip Selbach        | 149     | 1894                      | 1906                    | [ 62 ]  |
|      | Al Simmons°        | 149     | 1924                      | 1944                    | [ 63 ]  |
| 54   | Wally Pipp         | 148     | 1913                      | 1928                    | [ 64 ]  |
|      | Enos Slaughter°    | 148     | 1938                      | 1959                    | [ 65 ]  |
| 56   | Bobby Veach        | 147     | 1912                      | 1925                    | [ 66 ]  |
|      | Willie Wilson      | 147     | 1976                      | 1994                    | [ 67 ]  |
| 58   | Charlie Gehringer° | 146     | 1924                      | 1942                    | [ 68 ]  |
| 59   | Harry Davis        | 145     | 1895                      | 1917                    | [ 69 ]  |
|      | Willie Keeler°     | 145     | 1892                      | 1910                    | [ 70 ]  |
| 61   | Bobby Wallace°     | 143     | 1894                      | 1918                    | [ 71 ]  |
| 62   | Cap Anson°         | 142     | 1871                      | 1897                    | [ 72 ]  |
| 63   | Lou Brock°         | 141     | 1961                      | 1979                    | [ 73 ]  |
| 64   | Willie Mays°       | 140     | 1951                      | 1973                    | [ 74 ]  |
| 65   | John Reilly        | 139     | 1880                      | 1891                    | [ 75 ]  |
|      | Jimmy Williams     | 139     | 1899                      | 1909                    | [ 76 ]  |
| 67   | Tom Brown          | 138     | 1882                      | 1898                    | [ 77 ]  |
|      | Willie Davis       | 138     | 1960                      | 1979                    | [ 78 ]  |
|      | Frankie Frisch°    | 138     | 1919                      | 1937                    | [ 79 ]  |
| 70   | George Brett°      | 137     | 1973                      | 1993                    | [ 80 ]  |
| 71   | Babe Ruth°         | 136     | 1914                      | 1935                    | [ 81 ]  |
|      | Jimmy Sheckard     | 136     | 1897                      | 1913                    | [ 82 ]  |
|      | Elmer Smith        | 136     | 1886                      | 1901                    | [ 83 ]  |
| 74   | Lave Cross         | 135     | 1887                      | 1907                    | [ 84 ]  |
|      | Pete Rose          | 135     | 1963                      | 1986                    | [ 85 ]  |
| 76   | Shano Collins      | 133     | 1910                      | 1925                    | [ 86 ]  |
| 77   | George Wood        | 132     | 1880                      | 1892                    | [ 87 ]  |
| 78   | Brett Butler       | 131     | 1981                      | 1997                    | [ 88 ]  |
|      | Joe DiMaggio°      | 131     | 1936                      | 1951                    | [ 89 ]  |
|      | Buck Freeman       | 131     | 1891                      | 1907                    | [ 90 ]  |
| 81   | Buddy Myer         | 130     | 1925                      | 1941                    | [ 91 ]  |
| 82   | Oyster Burns       | 129     | 1884                      | 1895                    | [ 92 ]  |
|      | Larry Gardner      | 129     | 1908                      | 1924                    | [ 93 ]  |
| 84   | Earl Averill°      | 128     | 1929                      | 1941                    | [ 94 ]  |
|      | Arky Vaughan°      | 128     | 1932                      | 1948                    | [ 95 ]  |
| 86   | Vada Pinson        | 127     | 1958                      | 1975                    | [ 96 ]  |
| 87   | Hardy Richardson   | 126     | 1879                      | 1892                    | [ 97 ]  |
|      | Robin Yount°       | 126     | 1974                      | 1993                    | [ 98 ]  |
| 89   | Jimmie Foxx°       | 125     | 1925                      | 1945                    | [ 99 ]  |
| 90   | John Anderson      | 124     | 1894                      | 1908                    | [ 100 ] |
|      | Hal Chase          | 124     | 1905                      | 1919                    | [ 101 ] |
|      | Steve Finley       | 124     | 1989                      | 2007                    | [ 102 ] |
|      | Frank Schulte      | 124     | 1904                      | 1918                    | [ 103 ] |
| 94   | Larry Doyle        | 123     | 1907                      | 1920                    | [ 104 ] |
|      | Duke Farrell       | 123     | 1888                      | 1905                    | [ 105 ] |
|      | Carl Crawford*     | 123     | 2002                      |                         | [ 106 ] |
| 97   | Dummy Hoy          | 121     | 1888                      | 1902                    | [ 107 ] |
|      | José Reyes*        | 121     | 2003                      |                         | [ 108 ] |
| 99   | Mickey Vernon      | 120     | 1939                      | 1960                    | [ 109 ] |
| 100  | Hugh Duffy°        | 119     | 1888                      | 1906                    | [ 110 ] |
|      | Fred Pfeffer       | 119     | 1882                      | 1897                    | [ 111 ] |
| 102  | Joe Cronin°        | 118     | 1926                      | 1945                    | [ 112 ] |
|      | Chick Stahl        | 118     | 1897                      | 1906                    | [ 113 ] |
|      | Lloyd Waner°       | 118     | 1927                      | 1945                    | [ 114 ] |
| 105  | Lance Johnson      | 117     | 1987                      | 2000                    | [ 115 ] |
|      | Del Pratt          | 117     | 1912                      | 1924                    | [ 116 ] |
|      | Curt Walker        | 117     | 1919                      | 1930                    | [ 117 ] |
| 108  | Jimmy Collins°     | 116     | 1895                      | 1908                    | [ 118 ] |
|      | Kenny Lofton       | 116     | 1991                      | 2007                    | [ 119 ] |
| 110  | Bill Kuehne        | 115     | 1883                      | 1892                    | [ 120 ] |
|      | Tony Lazzeri°      | 115     | 1926                      | 1939                    | [ 121 ] |
|      | Jimmy Rollins*     | 115     | 2000                      |                         | [ 122 ] |
| 113  | Henry Larkin       | 114     | 1884                      | 1893                    | [ 123 ] |
|      | Paul Molitor°      | 114     | 1978                      | 1998                    | [ 124 ] |
|      | Gus Suhr           | 114     | 1930                      | 1940                    | [ 125 ] |
|      | Joe Tinker°        | 114     | 1902                      | 1916                    | [ 126 ] |
|      | John Wilson        | 114     | 1908                      | 1916                    | [ 127 ] |
| 118  | Jack Fournier      | 113     | 1912                      | 1927                    | [ 128 ] |
|      | Joe Medwick°       | 113     | 1932                      | 1948                    | [ 129 ] |
|      | Tim Raines         | 113     | 1979                      | 2002                    | [ 130 ] |
| 121  | Rod Carew°         | 112     | 1967                      | 1985                    | [ 131 ] |
|      | Nellie Fox°        | 112     | 1947                      | 1965                    | [ 132 ] |
|      | Bill Terry°        | 112     | 1923                      | 1936                    | [ 133 ] |
|      | Sam Wise           | 112     | 1881                      | 1893                    | [ 134 ] |
| 125  | Joe Kuhel          | 111     | 1930                      | 1947                    | [ 135 ] |
| 126  | Babe Herman        | 110     | 1926                      | 1945                    | [ 136 ] |
|      | Wally Moses        | 110     | 1935                      | 1951                    | [ 137 ] |
| 128  | Richie Ashburn°    | 109     | 1948                      | 1962                    | [ 138 ] |
|      | Lu Blue            | 109     | 1921                      | 1933                    | [ 139 ] |
|      | Doc Cramer         | 109     | 1929                      | 1948                    | [ 140 ] |
|      | Johnny Damon       | 109     | 1995                      | 2012                    | [ 141 ] |
|      | Jimmy Wolf         | 109     | 1882                      | 1892                    | [ 142 ] |
| 133  | George Burns       | 108     | 1911                      | 1925                    | [ 143 ] |
|      | Mike Griffin       | 108     | 1887                      | 1898                    | [ 144 ] |
|      | Charlie Grimm      | 108     | 1916                      | 1936                    | [ 145 ] |
|      | Sam Mertes         | 108     | 1896                      | 1906                    | [ 146 ] |
|      | Dots Miller        | 108     | 1909                      | 1921                    | [ 147 ] |
|      | Dave Orr           | 108     | 1883                      | 1890                    | [ 148 ] |
| 139  | Ben Chapman        | 107     | 1930                      | 1946                    | [ 149 ] |
|      | Carl Reynolds      | 107     | 1927                      | 1939                    | [ 150 ] |
| 141  | Bill Joyce         | 106     | 1890                      | 1898                    | [ 151 ] |
|      | Les Mann           | 106     | 1913                      | 1928                    | [ 152 ] |
|      | Garry Templeton    | 106     | 1976                      | 1991                    | [ 153 ] |
| 144  | Clyde Milan        | 105     | 1907                      | 1922                    | [ 154 ] |
|      | John Stone         | 105     | 1928                      | 1938                    | [ 155 ] |
|      | Heinie Zimmerman   | 105     | 1907                      | 1919                    | [ 156 ] |
| 147  | Mike Mitchell      | 104     | 1907                      | 1914                    | [ 157 ] |
| 148  | Home Run Baker°    | 103     | 1908                      | 1922                    | [ 158 ] |
|      | Tom Daly           | 103     | 1887                      | 1903                    | [ 159 ] |
| 150  | Luke Appling°      | 102     | 1930                      | 1950                    | [ 160 ] |
|      | Bill Bruton        | 102     | 1953                      | 1964                    | [ 161 ] |
|      | Duff Cooley        | 102     | 1893                      | 1905                    | [ 162 ] |
|      | Jeff Heath         | 102     | 1936                      | 1949                    | [ 163 ] |
|      | Charley Jones      | 102     | 1875                      | 1888                    | [ 164 ] |
|      | King Kelly°        | 102     | 1878                      | 1893                    | [ 165 ] |
|      | Danny Murphy       | 102     | 1876                      | 1900                    | [ 166 ] |
|      | Juan Samuel        | 102     | 1983                      | 1998                    | [ 167 ] |
| 158  | Stuffy McInnis     | 101     | 1909                      | 1927                    | [ 168 ] |
|      | Sam West           | 101     | 1927                      | 1942                    | [ 169 ] |
| 160  | Cupid Childs       | 100     | 1888                      | 1901                    | [ 170 ] |
|      | Dan McGann         | 100     | 1886                      | 1908                    | [ 171 ] |
|      | Hy Myers           | 100     | 1909                      | 1925                    | [ 172 ] |

## Próximos jogadores ativos com números relevantes
- Ichiro Suzuki (96)[173]

- Curtis Granderson (93)[174]